# Étienne de Beaumont
Étienne Jacques Alexandre Marie Joseph Bonnin de La Bonninière de Beaumont dit Étienne de Beaumont (1883-1956) est un gentilhomme français. Il fut un mécène, un décorateur, un costumier et un librettiste.

## Biographie
Étienne de Beaumont est né le 9 mars 1883 dans le 7e arrondissement de Paris. Il est le fils du comte Karl Jacques Marie Théodore Bonnin de La Bonninière de Beaumont (1852-1913) et de Henriette Marie Berthe de Boisgelin (1856-1925) ; il a un frère, Hélion (1896-1943). Le 26 avril 1907, Étienne épouse Édith Marie Élisabeth de Taisne de Raymonval (1876-1952), le couple reste sans descendance. En 1913, Étienne hérite du titre de comte.
Lors de la Première Guerre mondiale, avec un groupe disparate de nobles et d'amis artistes, il crée la « Section d'ambulances aux Armées » dont Jean Cocteau fut un des convoyeurs sur le front des Flandres.
En 1918, il organise à Paris un grand concert de jazz composé d'une troupe de militaires musiciens afro-américains. Il fonde l'Association franco-américaine qui va financer de nombreuses expositions. Avec sa femme Édith, il commandite des films en tant que producteur et des ballets d'avant-garde.
Il vend une partie des œuvres d'art classique dont il avait hérité pour acheter des œuvres contemporaines de Pablo Picasso, Juan Gris et Georges Braque. Pour Le Bœuf sur le toit, il organise un festival en l'honneur d'Erik Satie dont il restera proche jusqu'à la mort de ce dernier en 1925.
Étienne de Beaumont est connu pour avoir réhabilité à Paris les grands bals à thème. Dans son hôtel de la rue Masseran, il crée des scénographies, des décors et des costumes qui n'existent que le temps d'une fête. Ainsi, à son initiative, eurent lieu le « Bal des jeux » (1921), le « Bal Louis XIV », le « Bal des entrées d'opéra », le « Bal de la mer », le « Bal colonial », le « Bal des tableaux célèbres », le « Bal du tricentenaire de Racine »... Il est le modèle d'Orgel dans Le Bal du comte d'Orgel, roman de Raymond Radiguet.
Il organise du 17 mai au 30 juin 1924 les « Soirées de Paris » au théâtre de La Cigale au bénéfice de l'Œuvre d'assistance aux veuves de la guerre et du Comité de secours aux réfugiés russes. Ces soirées ne durent qu'une année, mêlant spectacles de music-hall, ballet, poésie et théâtre, avec la participation d'artistes aussi variés que Jean Cocteau, André Derain, Picasso, Braque, Darius Milhaud et Satie. Au programme, on note entre autres : Salade, contrepoint chorégraphique de Milhaud et Albert Flament ; Mercure, proses plastiques de Léonide Massine, sur une musique de Satie et des costumes et décors de Picasso ; Les Roses, divertissement de Massine, musique d'Henri Sauguet et costumes de Beaumont, qui fait de même pour Le Beau Danube ; Gigue, danse chorégraphiée par Massine, costumes et décor de Derain ; Vogues, suite dansée illustrée par Valentine Hugo sur un poème de Paul Morand avec des costumes de Lanvin ; un ballet espagnol de José Maria Sert dansé par Ida Rubinstein ; Mouchoir de nuages, une tragédie de Tristan Tzara et des projections de la Loïe Fuller ; le tout se terminant par un Roméo et Juliette revu par Cocteau avec décors et costumes de Jean Hugo.
En 1932, il se rapproche du colonel de Basil et de René Blum qui lancent les Ballets russes de Monte-Carlo ; Beaumont produit en 1934 trois spectacles, Scuola di Ballo puis Les Imaginaires e Gaîté parisienne.
Au lendemain de la Seconde Guerre mondiale, il offre une dernière fête en 1949, le « Bal des rois et des reines », où Christian Dior apparaît déguisé en lion, roi des animaux.
Ses amis, René Crevel avec qui il entretient une importante correspondance, Paul Morand, Maurice Sachs, Marc Allegret, Bernard Faÿ, Lucien Daudet, Leonide Massine ont laissé des portraits de lui.
Il meurt le 4 février 1956 dans le 7e arrondissement de Paris.
Dans ses mémoires, Jean-Louis de Faucigny-Lucinge raconte que le convoi funéraire ne fut suivi que par un  petit nombre de fidèles que l'auteur estime inversement proportionnel à celui des invitations qu'Étienne de Beaumont avait lancées tout au long de sa vie.
Au même moment, Cocteau écrit de lui et de sa femme : « Ce couple avait transcendé les snobismes, le leur consistait à fréquenter le génie. Ils firent de la frivolité un sacerdoce. La mode devenait grave entre leurs mains. »

## Iconographie et postérité
En 1925, Man Ray exécute son portrait photographique. Le même réalisateur commet un film le mettant en scène, Les Mystères du château de Dé en 1929.
Dans le film Opium (2013) d'Arielle Dombasle, Beaumont est interprété par Jérémie Elkaïm.